# 喜怒哀楽 (アルバム)
『喜怒哀楽』（きどあいらく）は、増田貴久の1stソロアルバム。2025年2月12日にELOV-Labelからリリースされ、同日からダウンロード&ストリーミング配信もスタートした。

## 概要
アカペラやハーモニー、ラップなどの歌唱方法や、多重録音やダンストラック、カバーなどの音楽表現が網羅されたこれまでの増田の集大成的なアルバム。初回盤A（CD+Blu-ray/DVD）、初回盤B（CD+Blu-ray/DVD）、通常盤（CDのみ）の3形態で発売された。アルバムタイトルには、好きなことだけをやるのではなく、自分の振り幅や感情表現（喜怒哀楽）も見せたいという思いが込められている。
リード曲「喜怒哀楽」はアルバムのテーマを象徴する1曲。アカペラから超速ラップまでめまぐるしく展開が変わっていく楽曲になっているが、これは「感情の振り幅みたいなものでアルバムを作りたい」という元々の発案を1曲にまとめてみようと挑戦した結果出来上がったもの。ぐちゃぐちゃになる心配もあったというが、「1曲でそういう曲作ったら面白いか」と考え、感情の起伏が激しく、情緒不安定的とも表現できるような楽曲が完成した。また、この楽曲は圧巻の声量で聴かせるイントロのアカペラ、伸びやかなロングトーン、怒りを表現したラップなど、1曲で増田のアーティストとしての引き出しの多さや歌唱力を見せつける名刺代わりのような楽曲にもなっている。1月30日にはNEWS official YouTubeでMVも公開された。
本作を引っ提げ、東阪ライブ『増田貴久 1st LIVE 喜怒哀楽』（2都市4公演・26,700人動員）も開催された。

## リリース
仕様・特典
- 初回盤A - 「喜怒哀楽」スペシャルBOX仕様、40Pフォトブック、24P歌詞ブックレット付
- 初回盤B - 「喜怒哀楽」スペシャルBOX仕様、24P歌詞ブックレット、12P BEST盤歌詞ブックレット付
- 通常盤 - 24P歌詞ブックレット

先着購入特典
- 初回盤A - ネコますきんぐてーぷA
- 初回盤B - ネコますきんぐてーぷB
増田がプロデュースしたキャラクター「ネコます」が使用されている。
- 通常盤 - 「喜怒哀楽」オリジナル・フォトカード

### 1st Solo ALBUM「喜怒哀楽」ダウンロードキャンペーン
対象の音楽配信サービスで本作をダウンロード（まとめ購入）し、応募期間内に特設サイトから応募した全員にオリジナル画像（各配信サービスによってデザインが異なる）がもらえるキャンペーン。（単曲は応募対象外）

## 収録内容
クレジット出典

### CD

#### Disc1【喜怒哀楽盤】
全形態共通。9曲目は通常盤のみ収録。
1. 喜怒哀楽［2:55］
作詞：ヒロイズム、篠原とまと、増田貴久 / 作曲・編曲：ヒロイズム、伊藤賢、辻村有記、高橋哲也
本作のリードトラック[10]。
2. Master's bomb［2:14］
作詞：篠原とまと / 作曲・編曲：伊藤賢、辻村有記
3. 恋文［5:02］
作詞：持田香織、作曲：HIKARI、編曲：石塚知生 / G. Guitar：Ichiro Ito（Every Little Thing）
Every Little Thing「恋文」のカバー。増田がアルバム『Crispy Park』が元々好きでよく聴いていたことから、その中に収録されている楽曲から選曲。ELT側に了承を求めた後、伊藤一朗から「僕ギター引きますよ」と提案があり、コラボレーションが実現した。[23]
4. Echoes［Produced by ☆Taku Takahashi（m-flo）］［3:22］
Lyrics：VERBAL、Ryohei Yamamoto / Music：☆Taku Takahashi、Ryohei Yamamoto、VERBAL / Arrangement：☆Taku Takahashi / Chorus Arrangement：Ryohei Yamamoto
5. Girls That Dance［Produced by ☆Taku Takahashi（m-flo）］［2:49］
Lyrics：her0ism / Music：☆Taku Takahashi、her0ism / Arrangement：☆Taku Takahashi
6. Venom［3:38］
作詞：SOULHEAD / 作曲：SOULHEAD、日景秀徳 / 編曲：日景秀徳
ミュージカルソング[2]。
7. 物語［4:14］
作詞・作曲：GRe4N BOYZ / 編曲：GRe4N BOYZ、SHUN
メッセージ性のある歌詞と美しいメロディーが特徴的な楽曲[15]。増田がGRe4N BOYZのHIDEに直接楽曲提供を依頼をしたところ、快諾され実現した[24]。
8. おやすみなさい［4:39］
作詞：加藤シゲアキ / 作曲：ヒロイズム / 編曲：武部聡志
加藤は増田よりも先に、NEWSの一員としてではなく個人として活躍している、“もう先に答え見つけてるかもしれない先輩”であることから、増田が直接作詞を依頼[25]。加藤が作家人格として初めて詞を提供した[2]。
9. キャンディ［2:24］　※通常盤のみ
作詞・作曲：Leina / 編曲：石成正人

#### Disc2【Solo BEST盤】（初回盤Bのみ）
1. 暁-AKATSUKI-［1:57］
作詞・作曲・編曲：M-TAKESHI
  - NEWSのベストアルバム『NEWS BEST』〈初回盤〉収録曲

ミュージカルテイストで和の雰囲気をもつ楽曲[17]。
2. Pumpkin［1:52］
作詞：H.U.B. / 作曲・編曲：AKIRA（PALM DRIVE）
  - NEWSのベストアルバム『NEWS BEST』〈初回盤〉収録曲

アイドルらしさ全開の楽曲[17]。
3. SUPERMAN［2:59］
作詞：H.U.B. / 作曲・編曲：福士健太郎
  - NEWSのベストアルバム『NEWS BEST』〈初回盤〉収録曲
4. PeekaBoo...［3:55］
作詞：Ryohei / 作曲：Chris Meyer / 編曲：千葉純治
5. Remedy［3:32］
作詞・作曲：Ryohei / 編曲：Suzuki
6. Skye Beautiful［3:34］
作詞・作曲：Ryohei / 編曲：TRAKSTA
7. LIS'N［3:42］
作詞・作曲：Ryohei / 編曲：TRAKSTA
8. FOREVER MINE［4:53］
作詞・作曲・編曲：山下達郎
山下達郎のカバー曲[20]。
9. Thunder［3:00］
作詞・作曲：Ryohei / 編曲：☆Taku Takahashi、Mitsunori Ikeda
10. Symphony of Dissonance［3:28］
作詞・作曲：Ryohei / 編曲：☆Taku Takahashi、Mitsunori Ikeda
11. 戀［3:59］
作詞・作曲：GReeeeN / 編曲：nishi-ken
  - NEWSのアルバム『STORY』〈通常盤〉収録曲[26]

「こい」と読む[19]。ファンからの支持も高い楽曲[17]。
12. XXX［3:11］
作詞：篠原とまと / 作曲・編曲： 伊藤賢、辻村有記
  - NEWSのアルバム『音楽』〈通常盤〉収録曲
13. hanami［3:35］
作詞：増田貴久 / 作曲：ヒロイズム / 編曲：ヒロイズム、石塚知生
  - NEWSのアルバム『NEWS EXPO』〈通常盤〉収録曲
14. kawaii［2:50］
作詞：篠原とまと / 作曲・編曲：伊藤賢、辻村有記
  - NEWSのアルバム『JAPANEWS』〈通常盤〉収録曲

### Blu-ray/DVD

#### 初回盤A
約11分収録。
- 「喜怒哀楽」Music Video & Making

#### 初回盤B
約9分収録。
- 「戀」Music Video & Making

## チャート成績
オリコンでは初週8.3万枚を売り上げ、2025年2月24日付「オリコン週間アルバムランキング」で初登場1位を獲得。同日付「オリコン週間デジタルアルバムランキング」でも初週ダウンロード数1,294DLで初登場1位を獲得し、同日付「オリコン週間合算アルバムランキング」でも初登場1位となった。